# Bomba neutronowa
|                               | Standardowa | Neutronowa |
| ----------------------------- | ----------- | ---------- |
| Podmuch i fala ciśnienia      | 50%         | 30–40%     |
| Energia cieplna               | 35%         | 20–25%     |
| Promieniowanie natychmiastowe | 5%          | 30–45%     |
| Promieniowanie opóźnione      | 10%         | 5%         |

Bomba neutronowa (ang. neutron bomb; enhanced radiation weapon (ERW) "broń zwiększonego promieniowania") – rodzaj broni jądrowej, stanowiący odmianę bomby termojądrowej (wodorowej) o stosunkowo niewielkiej sile wybuchu, lecz wyzwalającej dużą ilość zabójczego dla organizmów promieniowania neutronowego.
W bombie neutronowej, w następstwie eksplozji konwencjonalnego ładunku wybuchowego, dochodzi do reakcji rozszczepienia kilkukilogramowego ładunku uranu lub plutonu, który wyzwala następnie reakcję termojądrową liczącego kilka gramów ładunku deuteru i trytu. Bomba o mocy 1 kilotony dokonałaby zniszczeń w promieniu kilkuset metrów, natomiast zasięg promieniowania neutronowego wyniósłby 1-2 km.

## Historia
Za wynalazcę bomby neutronowej uważa się Samuela T. Cohena, prowadzącego badania nad bronią termojądrową. W 1958 roku zaproponował on pozbawienie bomby wodorowej płaszcza uranowego, dzięki czemu w momencie wybuchu uwolnione w ten sposób neutrony przemierzyłyby duże odległości, przenikając przez materię i zwalczając siłę żywą.
Prace nad bombą w Stanach Zjednoczonych rozpoczęły się w 1961 roku, a w 1962 roku dokonano pierwszej próby z jej udziałem. W latach 70 XX w. produkowano głowice z ładunkiem neutronowym do pocisków balistycznych MGM-52 Lance oraz artyleryjskich kal. 203 mm (m.in. dla haubic M110), z myślą o rozlokowaniu ich w Europie, a także do pocisków antybalistycznych Sprint. W 1978 roku pod presją wewnętrzną i zewnętrzną Jimmy Carter ogłosił wstrzymanie wdrażania tej broni. W 1980 roku przeprowadzenie testów bomby neutronowej ogłosiła Francja (pierwszy z nich odbył się już w 1967 roku). W 1981 roku Ronald Reagan zatwierdził wznowienie produkcji, choć ze względu na silną opozycję państw europejskich, postanowiono, że broń będzie przechowywana na terytorium amerykańskim. Zastrzeżona została jednak możliwość jej przemieszczenia do Europy w przypadku wojny. Jednocześnie ZSRR ogłosił, że również dokonał testów tej broni, lecz nie posiada planów jej rozmieszczenia. W 1982 roku Francja rozpoczęła produkcję bomb neutronowych, wstrzymaną w 1986 roku. Chiny przeprowadziły własne testy tej broni prawdopodobnie w 1988 roku. W latach 90 XX w., wraz z końcem zimnej wojny amerykańskie głowice z ładunkiem neutronowym zostały wycofane z użycia.